# Війтівка (Молдова)
Війтівка (рос. Войтовка; рум. Voitovca) — село в Кам'янському районі в Молдові (Придністров'ї). Входить до складу Кузмінської сільської ради.

## Населення
За даними перепису 2004 року в селі проживало 10 осіб, з яких 90% складали українці та 10% — молдовани.